# Ренци, Маттео
Матте́о Ре́нци (итал. Matteo Renzi; род. 11 января 1975, Флоренция) — итальянский политический и государственный деятель. Сенатор Италии (с 2018 года), основатель и лидер партии «Италия Вива» (с 2019).
Лидер (национальный секретарь) Демократической партии (2013—2018), председатель Совета министров Италии (2014—2016).

## Ранние годы
Маттео Ренци родился 11 января 1975 года во Флоренции в семье Лауры Боволи и Тициано Ренци, который с 1985 по 1990 год представлял Христианско-демократическую партию в коммунальном совете Риньяно-суль-Арно (провинция Флоренция в Тоскане). Ренци является вторым из четверых детей: старшая сестра Бенедетта родилась в 1972 году, брат Самуэле — в 1983 и младшая сестра Матильда — в 1984.
Детские годы провёл в Риньяно-суль-Арно, позднее учился во Флоренции — сначала в государственном лицее имени Данте (в 1992 году, в семнадцатилетнем возрасте, опубликовал в школьном ежемесячном издании Il Divino статью, в которой осуждал политику Форлани и требовал немедленных действий по обновлению Христианско-демократической партии), затем на юридическом факультете университета, где впервые занялся политикой: участвовал в организации «комитетов Проди», положивших начало движению «Оливковое дерево». В 1999 году окончил университет, защитив дипломную работу на тему Firenze 1951—1956: la prima esperienza di Giorgio La Pira Sindaco di Firenze («Флоренция 1951—1956: первый опыт мэра Флоренции Джорджо Ла Пира»).
В 1994 году принял участие в итальянской версии телевизионной викторины «Колесо фортуны», выиграв 48 млн лир.
Ренци являлся вожатым скаутского отряда, редактировал национальный скаутский журнал Camminiamo Insieme («Идём вместе»).

## Начало политической карьеры
В 1996 году Ренци вступил в Итальянскую народную партию, позднее возглавил Школьное отделение провинциальной организации этой партии. В декабре 1999 года решением III-го провинциального съезда стал в возрасте 24 лет самым молодым руководителем провинциальной организации. 22 сентября 2001 года избран координатором в провинции Флоренция по организации партии Маргаритка: Демократия — это свобода. 7 июня 2003 года на I-м провинциальном съезде новой партии получил 90 % голосов при выборах руководителя местной партийной организации.

## Глава администрации провинции Флоренция
12—13 июня 2004 года победил на выборах главы администрации провинции Флоренция в качестве кандидата левоцентристской коалиции (Левые демократы, Маргаритка, Партия итальянских коммунистов, Федерация зелёных, социал-демократы реформисты, Движение европейских республиканцев, список Ди Пьетро-Акилле Оккетто-Италия ценностей), получив в первом туре 58,8 % голосов и оказавшись в 29-летнем возрасте самым молодым главой администрации провинции в Италии. Выполняя свои предвыборные обязательства, уменьшил провинциальные налоги, сократил аппарат и вдвое урезал руководящий штат провинциальной власти.

## Мэр Флоренции
29 сентября 2008 года, решив не идти на второй срок полномочий президента провинции, Ренци победил на предварительных выборах в Демократической партии за право баллотироваться от партии на выборах мэра Флоренции, получив 40,52 %.
9 июня 2009 года Ренци получил в первом туре выборов мэра Флоренции 47,57 % голосов, против 32 % у его основного соперника — правоцентристского кандидата, известного футболиста Джованни Галли. 22 июня 2009 года во втором туре голосования Ренци вновь победил с результатом 59,96 %.
В 2010 году он стал, согласно нескольким опросам общественного мнения, самым любимым мэром Италии.
14 февраля 2014 года в «Зале Пятисот» Палаццо Веккьо, где по случаю дня Святого Валентина собрались семейные пары, празднующие свой «золотой» юбилей, Ренци объявил об уходе с должности мэра в связи с решением Демократической партии о выдвижении его кандидатуры на пост премьер-министра (23 марта 2014 года предварительные выборы на право выдвижения кандидатуры от ДП на выборах мэра Флоренции выиграл вице-мэр Дарио Нарделла, который 24 марта стал исполняющим обязанности мэра).

## Начало карьеры в Демократической партии

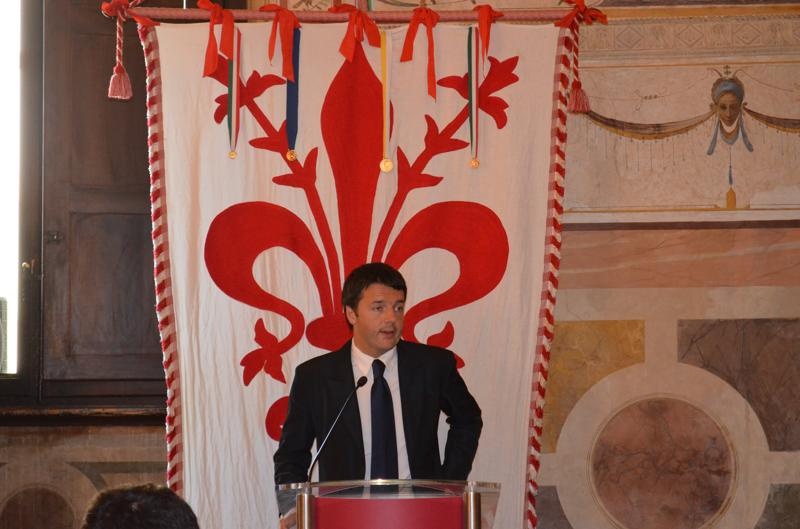
Ренци выступает 10 мая 2012 года в Институт Европейского университета (Флоренция) во Флоренции

5—7 ноября 2010 года в здании бывшего флорентийского вокзала Леопольда вместе с Джузеппе Чивати Ренци организовал ассамблею «Следующая остановка: Италия», основным требованием которой стала смена поколений («сдача в утиль» старших) в руководстве Демократической партии, что дало основания для суждений о появлении «движения сборщиков утиля» (movimento dei «rottamatori») в качестве одного из течений внутри партии, хотя сам Ренци выступает против внутрипартийного разделения.
В 2012 году принял участие в предварительных выборах левоцентристской коалиции «Италия. Общее благо» (Демократическая партия, Левые Экология Свобода и Итальянская социалистическая партия) за право выдвижения единой кандидатуры на пост премьер-министра. В первом туре 25 ноября 2012 года Ренци получил 1 104 958 голосов (35,5 %), заняв второе место среди пяти кандидатов, после национального секретаря ДП Пьера Луиджи Берсани (1 395 096 голосов, или 44,9 %). Во втором туре 2 декабря 2012 года Ренци намного отстал от Берсани (39,1 % против 60,9 %).
15 декабря 2013 года, победив на прямых выборах лидера партии, утверждён национальной ассамблеей ДП в должности национального секретаря. В ходе предвыборной кампании в Демократической партии Ренци настаивал на своей воле к переменам и реформе:
Мы должны действовать так, чтобы исправить репутацию левых сил. Тех левых, которые оказались неспособны принять закон о конфликте интересов, и которые проиграли сами себе, победив на выборах, а затем допустив отставку Проди.
Маттео Ренци считается талантливым трибуном и в определенных кругах его зовут «Берлускони Light». «Я хочу, чтобы левые правили Италией, вместо того, чтобы коллекционировать поражения», — заявлял Ренци.

## Национальный секретарь Демократической партии

### Отставки недовольных
Заместитель министра экономики в правительстве Летта — представитель ДП Стефано Фассина 4 января 2014 года ушёл в отставку в знак несогласия с политическим курсом нового лидера партии, отрицая при этом личную обиду за проявленное со стороны Ренци пренебрежение (на пресс-конференции нового национального секретаря попросили прокомментировать некое заявление, которое ещё прежде сделал Фассина, а тот переспросил: «Кто?»).
21 января 2014 года Джанни Куперло ушёл в отставку с должности председателя Демократической партии из-за конфликта с национальным секретарём Маттео Ренци по вопросу реформы избирательного законодательства, что породило слухи о расколе в ДП.

### Политические реформы
Одной из первых проблем Ренци в новой должности стало решение Конституционного суда 4 декабря 2013 года об отмене отдельных положений «закона Кальдероли» (иначе — Porcellum) о порядке парламентских выборов. Ренци лично вёл переговоры с Берлускони в целях согласования позиций при формулировке основных положений проекта нового избирательного закона (прозванного прессой l’Italicum). О собственной позиции заявило также меньшинство ДП, выдвинувшее свои требования: ликвидация или сокращение полномочий Сената (Ренци заявил себя сторонником второй точки зрения), обязательное проведение в партиях предварительных выборов, гендерное равноправие (имелось в виду чередование мужчин и женщин в партийных выборных списках, дабы в парламенте были одинаково представлены оба пола). В своём Твиттере Ренци сделал запись: «Мы на пути к исторической реформе: Сенат, провинции, избирательный закон, V-я глава» (V-я глава Конституции Италии посвящена территориально-административному устройству, в ней также закреплены полномочия регионов и автономных областей), а затем добавил: «Я считаю — нужны выборы, но Италия — иного мнения».

### Предложение возглавить правительство
В связи с наметившимся в начале 2014 года политическим кризисом в Италии в руководстве Демократической партии появились предложения о необходимости сформировать правительство в новой политической конфигурации во главе с Маттео Ренци, но 9 февраля 2014 года в интервью третьему каналу RAI тот заявил, что не согласен занять эту должность, без проведения новых выборов. 12 февраля 2014 года Ренци приехал на «Смарте» в палаццо Киджи для личных переговоров с премьер-министром Летта, но тот остался на прежней своей позиции: важна не личность главы правительства, а программа; оба согласились вынести вопрос смены правительства на обсуждение в национальном руководстве ДП. «Лига Севера» дала понять, что готова поддержать новое правительство во главе с секретарём ДП. 13 февраля 2014 года состоялось заседание Национального правления (Direzione nazionale) Демократической партии в штаб-квартире на Ларго дель Назарено в Риме, в котором Энрико Летта предпочёл не участвовать (он также отменил свой визит в Великобританию, намеченный ранее на 24-25 февраля 2014 года). Ренци представил правлению свою программу действий, в соответствии с которой стабильное правительство реформ должно удержаться у власти до 2018 года. Лидер меньшинства ДП Джанни Куперло заявил после заседания о поддержке выдвижения кандидатуры Ренци на пост главы правительства как меры, необходимой для преодоления внутрипартийных разногласий. Правление приняло решение о смене правительства подавляющим большинством голосов (136 за, 16 — против, 2 воздержались). 14 февраля 2014 года Энрико Летта подал президенту Республики Джорджо Наполитано прошение об отставке. Тот принял отставку премьера, позднее в тот же день принял в своей резиденции председателя Сената Пьетро Грассо и Палаты депутатов — Лауру Больдрини, а в субботу 15 февраля 2014 года начал консультации с лидерами парламентских партий. Ренци в это же время занялся подбором своей «команды» во Флоренции. В понедельник 17 февраля 2014 года Ренци приехал в дворец Квиринале за рулём «Alfa Romeo Giulietta» и после полуторачасовой аудиенции у президента Наполитано сообщил собравшимся журналистам, что глава государства поручил ему сформировать правительство. Ренци также сообщил, что ему потребуется несколько дней для составления поимённого списка министров нового правительства, которому предстоит голосование по вопросу о доверии в парламенте в течение недели. Многие считают назначение премьера недемократическим шагом, и требуют досрочных выборов — тем более что Маттео Ренци не может похвастаться поддержкой большинства депутатов в обеих палатах итальянского парламента.
19 февраля Маттео Ренци закончил консультации с представителями основных политических сил страны. Он пообещал, что уже 24 февраля парламент сможет проголосовать по вопросу доверия новому кабинету: «Я потрачу завтрашний день на составление программных документов, которые будут очень конкретными и полезными для Италии, когда к ней перейдёт председательство в Евросоюзе, при представлении пакета различных конкретных реформ». Но Ренци пока не раскрыл состава будущего кабинета.
Лидер партии «Движение пяти звёзд» Беппе Грилло потребовал открытости и гласности при проведении консультаций. Его разговор с Ренци транслировался по телевидению и в интернете, в ходе общения Грилло заявил следующее:
Эти ребята (с Ренци во главе) приходят и говорят, что у них есть программа. Какая такая программа? У них даже не наблюдается никакого концепта, видения будущего, они старее даже тех, кто старше. А есть и те, кто был юридически осуждён, вышвырнут из Сената, и при этом входят в Квиринальский дворец под почётный караул!
Сильвио Берлускони, против участия которого в консультациях выступил Грилло, возглавлял на встрече с Ренци делегацию партии «Вперёд, Италия». Берлускони заявил, что его партия останется в оппозиции, хотя и готова будет поддерживать «разумные и необходимые реформы».
21 февраля Маттео Ренци представил список членов нового кабинета министров. В него вошло 16 человек, половину из которых составляют женщины. Ренци прокомментировал состав правительства, сказав, что «впервые кабинет состоит ровно наполовину из женщин», а также заявил, что намерен сохранить власть до «истечения срока парламента этого созыва — до 2018 года». Пост вице-премьера Ренци упразднил. Согласно списку, на своем посту останется министр внутренних дел Анджелино Альфано, министр здравоохранения Беатриче Лоренцин, министр транспорта и инфраструктуры Маурицио Лупи. На должность министра иностранных дел предложена Федерика Могерини. На пост министра обороны — Роберта Пинотти, ранее занимавшая должность младшего статс-секретаря в Министерстве обороны. Министром экономики станет заместитель генерального секретаря Организации экономического сотрудничества и развития (ОЭСР) Пьер Карло Падоан. На пост министра юстиции предложен Андреа Орландо, ранее занимавший должность министра окружающей среды.

## Председатель Совета министров Италии (2014—2016)

### Вступление в должность

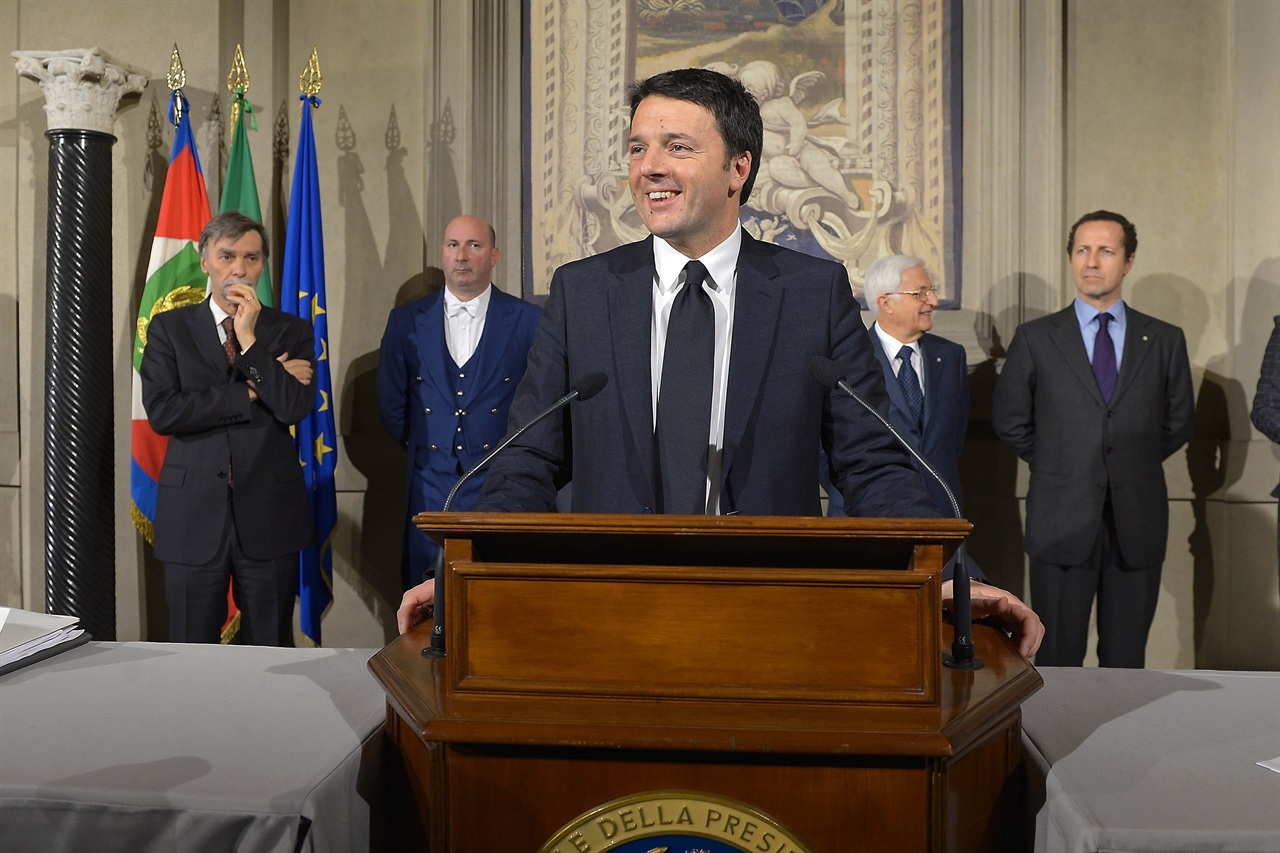
Ренци во время объявления его нового правительства

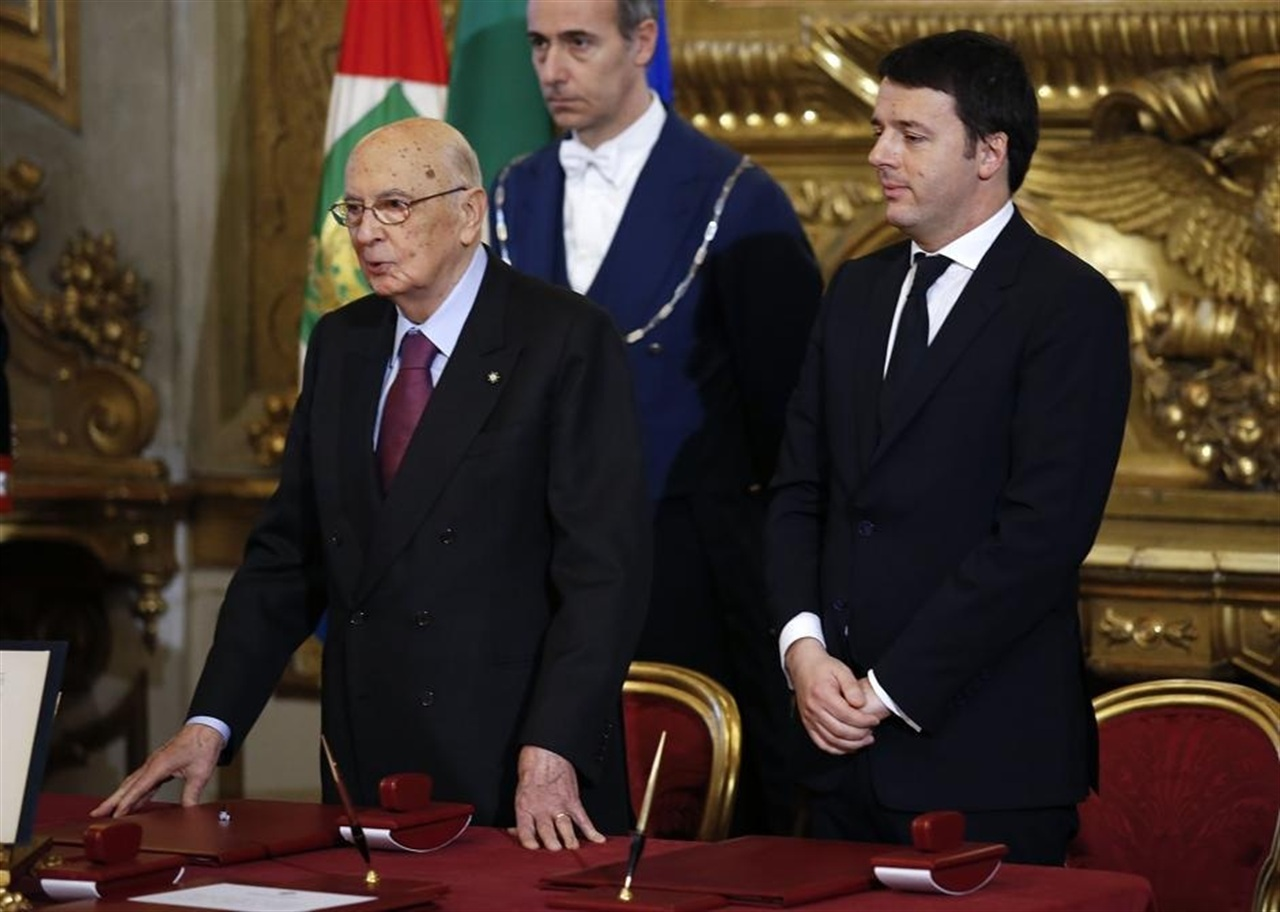
Джорджо Наполитано и Маттео Ренци, 22 февраля

Церемония приведения к присяге нового премьер-министра и правительства состоялась 22 февраля 2014 года, в 11:30 (14:30 мск) в президентском Квиринальском дворце. Президент Италии Джорджо Наполитано пожелал успеха правительству во главе c премьер-министром Маттео Ренци, сказав:
Правительство, которое мне было представлено, несёт большие изменения, нацеленные на большие реформы. Мы не можем потерять такой шанс.
Во время традиционной церемонии передачи колокольчика, которым пользуется премьер на заседаниях правительства, журналисты заметили необычайную холодность между Летта и Ренци, хотя никогда прежде в истории итальянских правительств не наблюдалось такого отношения друг к другу между новым и уходящим премьер-министрами
24 февраля 2014 года Сенат проголосовал за доверие правительству Ренци (169 голосов — «за», 139 — «против»). Среди тех, кто выступил против правительства, оказались представители партии Берлускони «Вперёд, Италия», «Движения пяти звезд», Лиги Севера, а также сенаторы от партии «Левые, экология, свобода» из Смешанной фракции. Поддержали сенаторы от Демократической партии, а также «Новый правый центр», «Гражданский выбор» и члены фракции «За Италию». Перед голосованием Ренци обратился к сенаторам с речью, в которой сформулировал основные задачи своего правительства, поставив на первое место реформу школы, а затем — реформы экономики и системы правосудия. В частности, он предложил перейти от прямых выборов сенаторов к принципу делегирования их регионами, сказав, что — «я хочу быть последним премьер-министром, которому придется спрашивать о доверии у Сената». 25 февраля палата депутатов проголосовала за доверие правительству Ренци (378 голосов — «за», 220 — «против»). Благоприятное голосование было обеспечено коалицией Демократической партии, у которой уверенное большинство, и «Нового правого центра». Таким образом, правительство Ренци утверждено обеими палатами парламента Италии. В течение своего почти часового выступления перед депутатами в Палаццо Монтечиторио, Ренци пообещал бороться с бюрократией и провести «революцию» в итальянской экономике, однако эта речь была встречена довольно жидкими аплодисментами. Более того, ведущие итальянские газеты
жёстко прокомментировали выступление Ренци. La Stampa пишет, что «Маттео Ренци представил не правительственную программу, а самого себя», а в Corriere della Sera говорится:
Слова ничего не значат. А его планы настолько неконкретны, что оставляют смешанное чувство недоумения. Его правительственное заявление звучало не как программа, а как перечень газетных заголовков. Это была смесь эмоций, сумбура и тяги к риску.
.

### Реформы (2014 год)
12 марта 2014 года Палата депутатов одобрила проект нового закона о выборах — «Италикум», завершив недельное рассмотрение 200 поправок к представленному документу. «За» проголосовало 365 депутатов, «против» — 156. Документ отправился на рассмотрение в верхнюю палату — Сенат. При этом внесение любых изменений в текст повлечёт за собой необходимость его повторного согласования в нижней палате. Принятие новой выборной системы стало одним из главных обещаний Маттео Ренци. В рамках реформы в уже одобренном документе минимальный процентный барьер для получения «бонуса большинства», установлен на уровне 37 %; вместо необходимости получения относительного большинства, предусмотрена возможность проведения второго тура в случае, если партия не сможет набрать необходимое количество голосов с первого раза (победившая партия или коалиция получат гарантированный минимум в 52 % мандатов); минимальный процентный барьер для отдельных партий (для прохождения в Палату депутатов) был увеличен до 8 % с прежних 4 %, а для коалиций — до 12 % с 10 %; Италия разделена на 120 избирательных округов. Кроме того, была одобрена поправка, предоставляющая возможность одному кандидату выдвигаться сразу в восьми округах. Однако в документе отсутствуют положения о правилах проведения выборов в Сенат, так как упразднение верхней палаты как дублирующей работу Палаты депутатов пообещал Ренци при вступлении в должность.
8 августа Сенат Италии одобрил в первом чтении план по радикальному реформированию себя, как верхней палаты парламента. За проголосовали 183 сенатора из 321, но представители оппозиционных партий «Лига Севера», «Движение пяти звёзд» и «Левые, экология, свобода» воздержались.
29 августа состоялось заседание Совета Министров Италии, на котором был одобрен проект постановления правительства (decreto legge), направленного на реформирование инфраструктуры, поощрение судостроения, реализацию общественных работ, компьютеризацию страны, упрощение бюрократического механизма, преодоление расстройства гидрогеологических работ и возобновление производственной активности, заранее получил в прессе название «Разблокируй Италию» (Sblocca Italia). Помимо других решений, на заседании одобрен законопроект о модернизации уголовного права и процесса с целью усилить возможности защиты и ограничить длительность судебных процессов, а также изменить пенитенциарную систему ради повышения возможностей перевоспитания заключённых («Modifiche alla normativa penale, sostanziale e processuale e ordinamentale per il rafforzamento delle garanzie difensive e la durata ragionevole dei processi, oltre che all’ordinamento penitenziario per l’effettività rieducativa della pena»).
3 декабря 2014 года Сенат окончательно утвердил предложенный министром труда Полетти закон о либерализации рынка труда (Jobs Act), который обсуждался несколько месяцев при яростном сопротивлении профсоюзов. Фракция ЛЭС устроила в зале заседаний обструкцию в знак протеста (сенаторы поднимали над головами плакаты, на которых лозунги о возвращении в XIX век были помечены траурными ленточками).

### Европейские выборы 2014 года
В ходе выборов 25 мая 2014 года Демократическая партия набрала в Италии 11 203 231 голос (40,81 %) и получила 31 место в Европейском парламенте из 73, отведённых Италии. Это событие было расценено прессой как крупнейшая победа партии, и Ренци дал интервью группе журналистов из разных стран, в котором подтвердил готовность к продолжению реформ и к председательству Италии в Евросоюзе.

### Председательство Италии в Евросоюзе
22 мая 2014 года Ренци огласил основные положения, которые он намерен проводить на европейском уровне в период председательства Италии в Евросоюзе во втором полугодии 2014 года. К ним относятся: отказ от жёсткого следования Европейскому пакту налоговой стабильности (Fiscal Stability Treaty) и от требования ограничения бюджетного дефицита на уровне 3 % ВВП, что даст возможность вложить дополнительные средства в научные исследования и образование с целью содействия экономическому росту. Кроме того, он объявил о намерении добиваться большей солидарности Европы в решении проблемы нелегальной иммиграции, в частности — переправки беженцев через Средиземное море (с которой сталкивается преимущественно Италия).
14 июля 2014 года появились сообщения, что кандидатура министра иностранных дел Италии Федерики Могерини на пост верховного представителя Евросоюза по иностранным делам и безопасности была заблокирована представителями Восточной Европы (прежде всего Польши, Эстонии и Латвии), обеспокоенными чрезмерно пророссийской позицией Могерини и самого Ренци (в частности, их поддержкой проекта «Южный поток») (30 августа, на следующей встрече лидеров Евросоюза, Ренци добился этого назначения).
13 января 2015 года Ренци выступил перед Европейским парламентом в Страсбурге с речью об итогах шестимесячного председательства Италии, в которой призвал к дальнейшей интеграции стран — членов Евросоюза, но осудил «демагогию страха» и призывы к созданию «крепости», закрытой от внешнего мира. Ренци также процитировал слова Одиссея в «Божественной комедии» Данте: «Fatti non foste per viver come bruti, ma per seguir virtute e conoscenza» (Вы созданы не для животной доли, Но к доблести и к знанью рождены).

### Рабочий визит в Киев и Москву

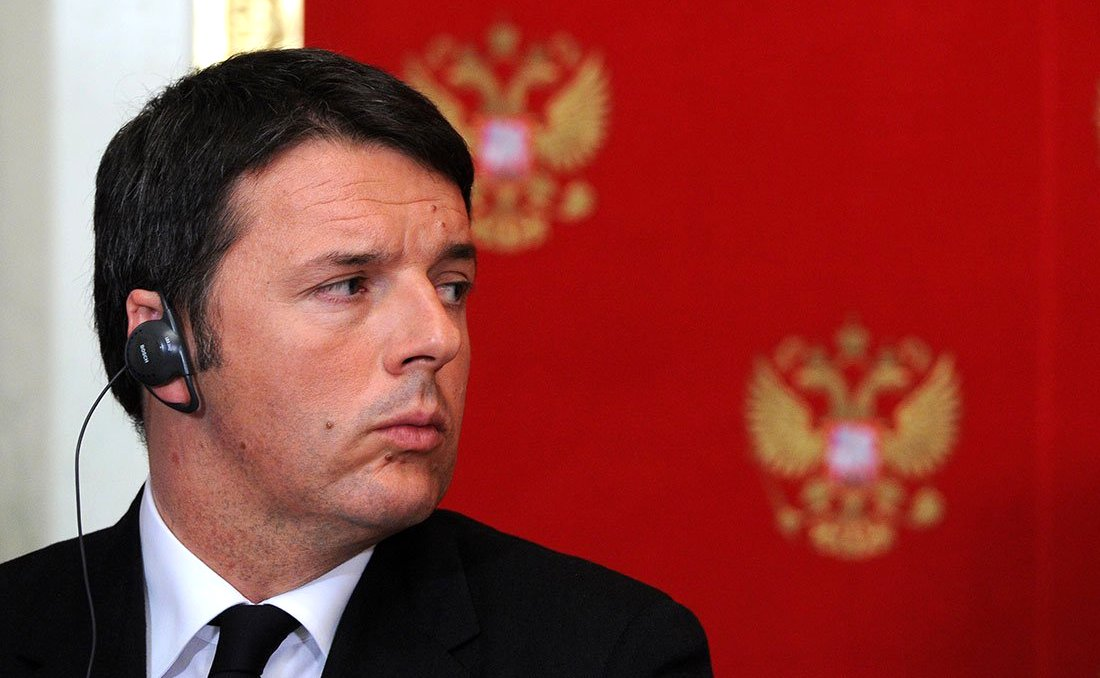
Ренци на пресс-конференции в Кремле (март 2015)

4 марта 2015 года премьер-министр Маттео Ренци прибыл с визитом в Киев, где в ходе встречи с президентом Украины Порошенко поддержал принципы обеспечения суверенитета Украины и соблюдения минских мирных соглашений. Ренци также высказался о необходимости экономической помощи Украине со стороны Евросоюза и отметил, что итальянские компании в этой стране должны обеспечить приток новых технологий и экспертизу проектов, а также принять участие в приватизации, планы которой объявлены президентом Порошенко.
Во второй половине дня 4 марта 2015 года Ренци прибыл в Москву, утром 5 марта возложил пять розовых гвоздик на место гибели Б. Е. Немцова, затем провёл трёхчасовую встречу с президентом Путиным в Кремле. Политики обсудили перспективы мирного урегулирования вооружённого конфликта в Донбассе, а также роль России в прекращении войны в Сирии и вооружённого конфликта в Ливии (который Ренци охарактеризовал как неотложную проблему), в противостоянии мирового сообщества ИГИЛ. В ходе обмена мнениями Путин пообещал поддержку России резолюции ООН по решению ливийской проблемы. Стороны обсудили различные аспекты сотрудничества России с Евросоюзом и Италией (помимо энергетики, это также машиностроение, ядерная промышленность и такое направление, как космос — на момент поездки Ренци постоянная экспедиция на МКС включала в свой состав итальянку Саманту Кристофоретти), также была подтверждена договорённость о посещении Путиным 10 июня предстоящей Всемирной выставки в Милане. Ренци также обсудил с премьер-министром Медведевым перспективы двусторонних экономических и политических связей. В заявлении для прессы по итогам визита Ренци заявил, что, несмотря на существование определённых противоречий между двумя странами, они едины в борьбе против терроризма, где Россия играет ключевую роль.

### Реформы (2015 год)

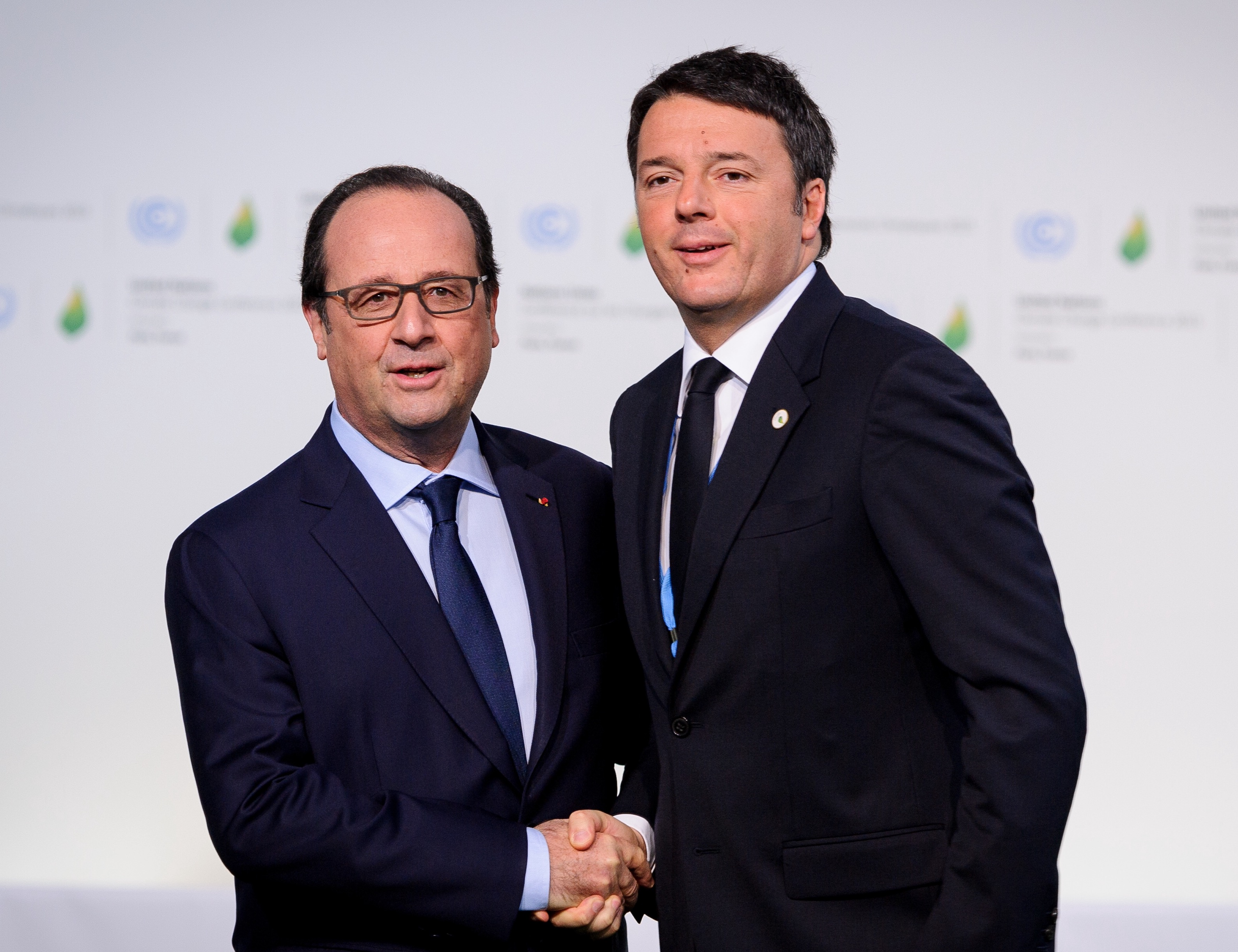
С президентом Франции Олландом на конференции по климату в Париже (Ле Бурже, 13 ноября 2015)

20 февраля 2015 года правительство утвердило подзаконные акты, необходимые для вступления Jobs Act в силу.
4 мая 2015 года новый избирательный закон «Италикум» окончательно принят тайным голосованием Палаты депутатов (334 голоса «за», 61 «против», четыре депутата воздержались). Фракции партий Вперёд, Италия, Движение пяти звёзд, Лига Севера, Братья Италии, Левые Экология Свобода не участвовали в голосовании, покинув в знак протеста зал заседаний. «Диссиденты» Демократической партии Пьер Луиджи Берсани, Роберто Сперанца и Энрико Летта заявили, что также голосовали против законопроекта, а Летта в выступлении по телевидению назвал его прямым продолжением закона Кальдероли и сравнил политику правительства Ренци с действиями кабинетов Берлускони. В окончательном варианте закона процентный барьер для партий оказался снижен до 3 % против 8, которые планировались на ранних этапах обсуждения законопроекта.
9 июля 2015 года Палата депутатов приняла правительственный законопроект о реформе средней школы (277 голосов «за», 173 «против» при 4 воздержавшихся). Против проголосовали также четыре представителя ДП, Пьер Луиджи Берсани и Роберто Сперанца не участвовали в голосовании. Время, отведённое фракции Движения пяти звёзд на разъяснение своей позиции, она потратила на чтение хором статей 3, 33 и 34 Конституции Италии, посвящённых школе и научным исследованиям. Протесты учащихся и преподавателей состоялись также по всей стране и перед зданием нижней палаты парламента.
4 августа 2015 года в Сенате состоялось финальное голосование, которым правительственный законопроект о реформе системы государственного управления Италии обрёл статус закона (145 голосов «за», 97 «против», воздержавшихся не было). К основным нововведениям относят право граждан на доступ к документам и прочим видам информации, хранящимся в официальных учреждениях; внедрение «цифровой карты гражданина» (carta della cittadinanza digitale) и возможность оплаты незначительных сумм по счетам официальных структур с помощью мобильных телефонов; упрощение процедуры увольнения государственных служащих, в том числе с руководящих должностей; получение должностей на государственной службе исключительно по итогам конкурсов и др.

### Встреча с Путиным в Милане

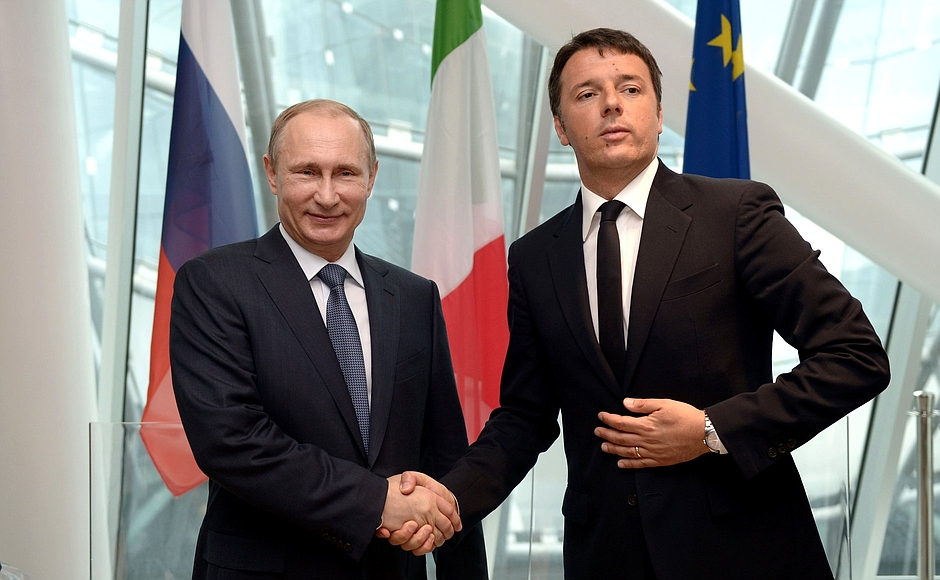
Владимир Путин и Маттео Ренци на открытии Дня России на выставке «Экспо-2015». Милан, 10 июня 2015 года

10 июня 2015 года состоялся визит в Италию президента России Владимира Путина, который приехал в Милан для участия в Дне России на Всемирной выставке. Ренци приехал в этот город, провёл переговоры с Путиным и посетил вместе с ним российский и итальянский павильоны, а позднее в тот же день Путин нанёс визиты президенту Маттарелле и папе римскому Франциску. В итальянской прессе по поводу этого визита возникла дискуссия, поскольку он состоялся в период действия санкций, введённых западными странами против России в связи с украинским кризисом.

### Реформы (2016 год)
11 мая 2016 года Палата депутатов большинством 372 голоса против 51 при 99 воздержавшихся одобрила закон о гражданских союзах. При этом лидер Нового правого центра и действующий министр внутренних дел Италии Анджелино Альфано сделал публичные заявления, что его партия никогда не согласится с уравниванием гражданских союзов с браком, а также подтвердил прежнюю позицию против легализации усыновления детей однополыми парами.

### Петербургский форум
17 июня 2016 года Ренци появился на Петербургском экономическом форуме, где вновь встретился с В. В. Путиным. В ходе переговоров Ренци заявил, что нормализации отношений России с Евросоюзом возможна только через исполнение Минских соглашений, но роль Москвы имеет фундаментальное значение при разрешении международных конфликтов.

### Отставка
4 декабря 2016 года состоялся конституционный референдум по вопросу изменения полномочий и порядка формирования Сената, по результатам которого инициатор реформ — Маттео Ренци — потерпел поражение (40,9 % избирателей проголосовали «за», 59,1 % — «против» при явке почти 70 %). Выступая перед прессой 5 декабря, Ренци объявил о намерении уйти в отставку с должности премьер-министра.
5 декабря утром Ренци отправился в Квиринальский дворец на аудиенцию с президентом Серджо Маттареллой, и встреча закончилась соглашением о переносе отставки по крайней мере на пятницу 9 декабря, когда парламент должен проголосовать за новый бюджет (президент за эти дни намерен определиться с выбором кандидатуры нового премьер-министра, пользующегося доверием парламента).
7 декабря парламент окончательно утвердил бюджет, около 19.00 Ренци вновь отправился в президентский дворец и официально подал прошение об отставке. Маттарелла попросил его исполнять обязанности до формирования нового кабинета и начал консультации с парламентскими партиями. Лига Севера и Движение пяти звёзд потребовали досрочных выборов.
12 декабря 2016 года сформировано правительство Джентилони.

## Исполняющий обязанности министров своего правительства
20 марта 2015 года министр инфраструктуры и транспорта в правительстве Ренци Маурицио Лупи объявил о своей отставке после обвинений в коррупции, распространившихся в прессе. Согласно указу президента, опубликованному 23 марта, временно исполняющим обязанности министра стал Маттео Ренци. 2 апреля 2015 года секретарь аппарата Совета министров Грациано Дельрио занял должность министра инфраструктуры и транспорта.
31 марта 2016 года министр экономического развития Федерика Гуиди подала в отставку после публикации перехвата её телефонного разговора с другом Джанлукой Джемелли, в котором она якобы пообещала добиться внесения в финансовый «закон стабильности» поправки, отвечающей экономическим интересам Джемелли. 5 апреля 2016 года президент Маттарелла назначил Ренци временно исполняющим обязанности министра экономического развития.
10 мая 2016 года Ренци освобождён от исполнения обязанностей министра экономического развития в связи с назначением на эту должность бывшего постоянного представителя Италии при Евросоюзе Карло Календы.

## Уход от лидерства в партии и возвращение (2017 год)
19 февраля 2017 года Ренци ушёл в отставку с должности национального секретаря партии и заявил о намерении выставить свою кандидатуру на новых выборах лидера ДП. Исполняющим обязанности национального секретаря стал Маттео Орфини.
План политических действий Ренци предусматривал проведение съезда ДП 9-12 марта, внутрипартийные праймериз — 9 апреля или (что было бы хуже) — 7 мая, а 11 июня уже должны состояться местные выборы. В число главных целей бывшего премьера входит организация досрочных парламентских выборов, поскольку к очередным выборам в 2018 году политическая ситуация для партии ухудшится. Лидеров внутренней оппозиции (Сперанца-Эмилиано-Росси, за которыми стоят Берсани и Д’Алема) он назвал «три плюс два» и в связи с их угрозами выхода из ДП обвинил в блефе, выразив уверенность, что «за ними никто не пойдёт».
30 апреля 2017 года Маттео Ренци вновь одержал победу на прямых выборах лидера ДП, получив поддержку 70 % избирателей (1 283 389 голосов).
7 мая 2017 года в Риме собралась Национальная ассамблея ДП, которая утвердила возвращение Ренци к лидерству. Его сторонники, в соответствии с итогами праймериз 30 апреля, насчитывали 700 делегатов (69,8 %).

## Новая отставка (2018 год)
5 марта 2018 года, на следующий день после неудачных для партии парламентских выборов, ещё до объявления официальных результатов голосования, объявил о своей отставке с должности национального секретаря после формирования нового правительства.
12 марта 2018 года в Риме состоялось заседание национального правления ДП, на котором в отсутствие Ренци было принято решение о его отставке и возложении на Маурицио Мартина временного исполнения обязанностей национального секретаря на период до ближайшего съезда партии.

## Сенатор Италии и основатель «Италии Вива» (с 2018 года)
По итогам выборов 4 марта 2018 года Ренци избран в Сенат Италии во Флоренции, хотя в четырёх из семи тосканских одномандатных округов победили кандидаты правоцентристов.
17 сентября 2019 года Ренци объявил о выходе из Демократической партии и начале нового политического проекта при сохранении поддержки только что сформированному с участием ДП второму правительству Конте. В число основных доноров вошли Даниэле Ферреро из компании Venchi и финансист Давиде Серра, общая сумма пожертвований к концу августа достигла цифры 500 тыс. евро (ещё полтора миллиона должны поступить из фондов фракций в обеих палатах парламента). 18 сентября появились списки сенаторов и депутатов общей численностью 40 человек, поддержавших новое движение, которое получило название Italia Viva (Живая Италия).
25 сентября 2022 года состоялись досрочные парламентские выборы, по итогам которых блок Действие — Италия Вива — Календа набрал 7,8 % голосов на выборах в Палату депутатов, что обеспечило ему 21 место из 400, а также 7,7 % на выборах в Сенат (9 мест из 200).
5 апреля 2023 года объявлено о назначении Ренции главным редактором ежедневного издания Il Riformista.

## Расследования деятельности
- В период пребывания Ренци главой администрации провинции Флоренция предметом расследования стал факт зачисления в штат аппарата четырёх человек по категории D вместо положенной им категории C, в нарушение коллективного трудового договора. 5 августа 2011 года Ренци вместе с двадцатью другими лицами был осуждён Счётной палатой[итал.] Тосканы по обвинению в причинении государству материального ущерба 50 000 евро, 14 000 из которых вменялись лично Ренци (прокуратура оценивала общий ущерб в 2 155 000 евро). Ренци опротестовал приговор в суде высшей инстанции[120][121].
- В 2012 году Счётная палата Тосканы начала расследование по факту завышенных представительских расходов в провинциальной администрации Ренци 2005—2009 годов, оцениваемых в 600 000 евро[122][123].
- 8 октября 2012 года Финансовая гвардия получила заявление от служащего мэрии Флоренции Алессандро Майорано, обвинявшего Ренци в том, что, вступив за 8 месяцев до избрания в 2004 году главой администрации провинции Флоренция в руководство семейной компании CHIL srl, он использовал пенсионные отчисления трудового коллектива в интересах компании[124][125][126].
- В марте 2014 года прокуратура Флоренции занялась расследованием характера отношений Маттео Ренци с предпринимателем Марко Карраи, поскольку во флорентийской квартире последнего Ренци подолгу жил с марта 2011 по январь 2014 года, будучи мэром города, при этом оплачивал жильё Карраи. Маттео утверждал, что просто гостил у старого приятеля: они знакомы с 1990-х годов по совместной работе ещё в Итальянской народной партии и впоследствии, когда Карраи много лет оставался соратником и советником Ренци[127][128].
- 19 октября 2021 года прокуратура Флоренции завершила расследование деятельности фонда Open, в ходе которого самому Маттео Ренци и его соратникам Марии Элене Боски, Луке Лотти, президенту фонда Альберто Бьянки и другим (всего 11 подозреваемых) предъявлялись обвинения в коррупции и незаконном финансировании политической партии на общую сумму порядка 3,5 млн евро в период с 2014 по 2018 год. Ренци заявил, что акции на вокзале Леопольда не имели отношения к деятельности Демократической партии, а являлись территорией свободного политического самовыражения[129]. 19 декабря 2024 года флорентийская судья предварительных слушаний Сара Фарини (Sara Farini) оправдала всех обвиняемых по этому делу[130].

## Критика
Поскольку с первых дней своего существования правительство Ренци провозгласило курс на сокращение административных расходов, пресса критически воспринимает его личные поступки, противоречащие заявленной программе. Так, новогодние праздники 2015 года он провёл на итальянском горнолыжном курорте Курмайор, куда добрался на правительственном самолёте, а 2 марта наступившего года стало известно о перелёте Ренци из Флоренции в Рим на правительственном вертолёте. Пресс-служба мотивировала необходимость такого выбора транспорта соображениями безопасности, но журналисты стали сравнивать поведение премьер-министра с привычками новоизбранного президента Серджо Маттареллы, который пользуется для поездок рейсовыми самолётами, поездами и даже трамваями.

## Личная жизнь

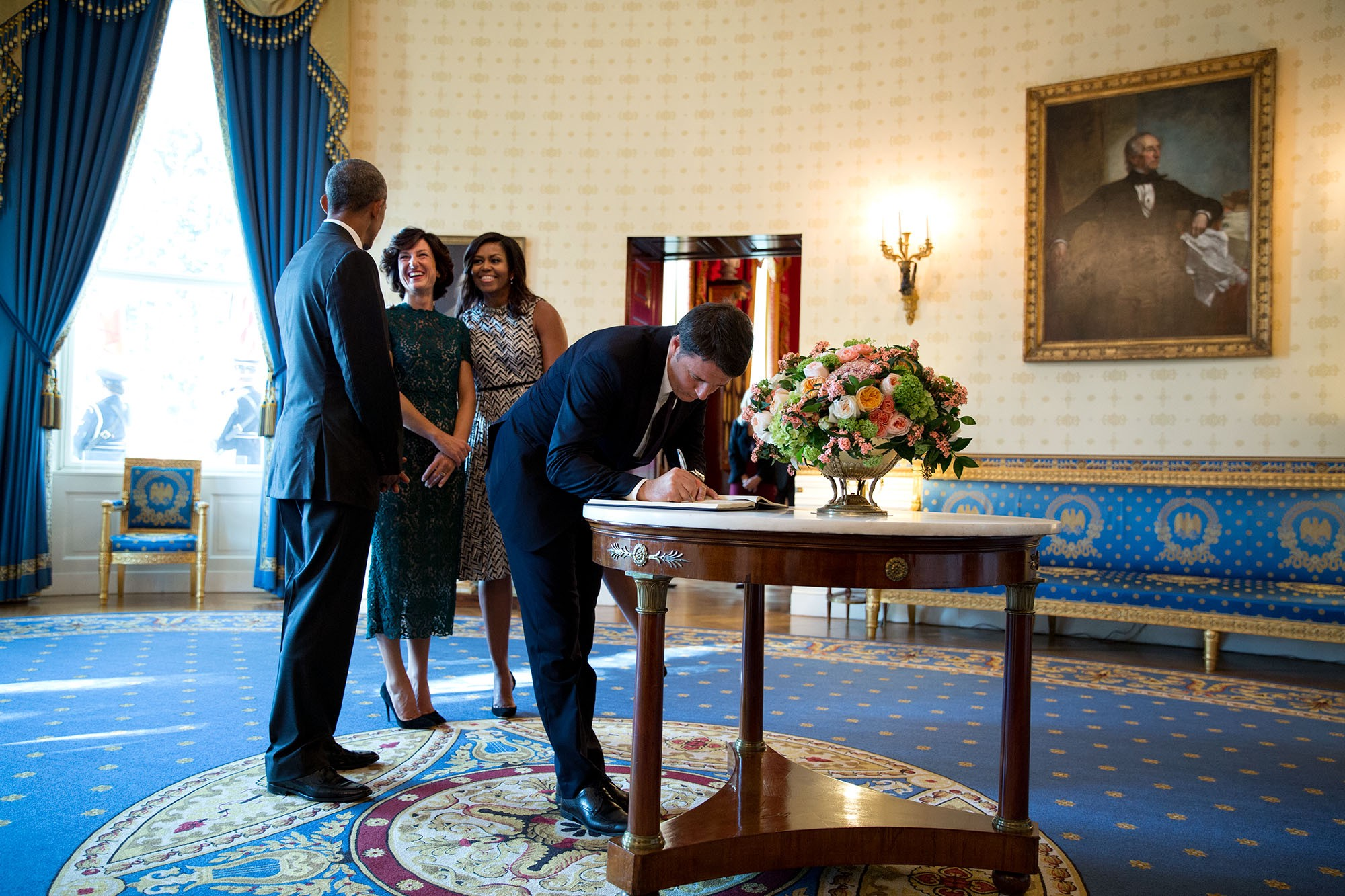
Аньезе Ренци с мужем, Бараком и Мишель Обама 18 октября 2016 года в Голубой комнате Белого дома

27 августа 1999 года Ренци женился на Аньезе Ландини (Agnese Landini), у супругов трое детей: сыновья Франческо и Эмануэле, дочь Эстер. Аньезе родилась во Флоренции 11 ноября 1976 года, в свободное время увлекается музыкой и бегом; по образованию она преподаватель современной итальянской литературы, но к моменту получения её мужем должности премьер-министра преподавала итальянский и латинский язык в школе при монастыре Девы Марии (Santissima Annunziata) во Флоренции. Супруги являются практикующими католиками. Брат Аньезе — Филиппо — 20 сентября 2012 года стал настоятелем прихода Св. Гауденцио в Сан-Годенцо.
Частично занятая в должности преподавателя лицея имени Эрнесто Бальдуччи (istituto superiore Ernesto Balducci) в Понтассьеве, Аньезе Ландини 5 мая 2015 года не приняла участия в забастовке преподавателей против школьной реформы, проводимой правительством Ренци.
10 ноября 2015 года она, как и 48 тыс. других преподавателей, получила в соответствии с фазой «C» школьной реформы Buona Scuola извещение Министерства образования о найме преподавателей и в течение 10 дней должна была принять решение, а в случае согласия выбрать место работы.

## Уголовное преследование родителей
18 сентября 2014 года стало известно о возбуждении судом Генуи дела о преднамеренном банкротстве почтовой компании Chil Post против отца Маттео — Тициано Ренци. События, привлекшие внимание следователей, начались в октябре 2010 года, когда компания была продана за сумму менее 4000 евро своему дочернему подразделению Chil Promozioni srl, президентом которой является Лаура Боволи, жена Тициано и мать Маттео Ренци. Крупнейшим кредитором Chil Post является Banca di Credito Cooperativo di Pontassieve — кредит в объёме 496 717,65 евро был предоставлен за несколько месяцев до подозрительной продажи и гарантирован компанией FidiToscana, на 49 % принадлежащей правительству Тосканы (Маттео Ренци был тогда мэром Флоренции — крупнейшего города и административного центра этого региона). 21 декабря 2014 года Тициано Ренци был вызван на допрос и показал, что его сын не имеет к делам семейной компании никакого отношения.
9 июня 2015 года стало известно, что судья предварительных расследований Роберта Босси (Roberta Bossi) отказалась удовлетворить запрос прокуратуры о закрытии дела, поскольку один из кредиторов Chil Post, генуэзец Витторио Капораль (Vittorio Caporal) опротестовал такое решение. Судья намерена допросить самого Тициано Ренци, а также его предполагаемых сообщников Мариано Массоне (Mariano Massone) и Антонелло Габелли (Antonello Gabelli).
29 июля 2016 года судья согласился с новым запросом прокуратуры на отправку дела против Тициано Ренци в архив.
В ноябре 2017 года газета «La verità», издаваемая под редакцией Маурицио Бельпьетро, сообщила о включении прокуратурой Флоренции в список подследственных по делу о банкротстве в 2015 году кооператива Delivery service Italia родителей Маттео Ренци — Тициано Ренци и Лауры Боволи.
18 февраля 2019 года судья предварительных расследований Анджела Фантеки избрала для Тициано Ренци и Лауры Боволи меру пресечения в виде домашнего ареста (супруги подозреваются в создании «системы Ренци», позволившей им довести до банкротства три кооператива и присвоить миллионы евро).
7 октября 2019 года Лаура Боволи и Тициано Ренци осуждены во Флоренции на один год и девять месяцев заключения условно за использование двух фальшивых инвойсов в рамках сделки с предпринимателем Луиджи Дагостино, который осуждён на два года заключения. Кроме того, супругам на шесть месяцев запрещено руководство частными предприятиями и на один год — занятие официальных должностей, связанных с государственной службой. Адвокаты сообщили о намерении подать апелляцию на приговор.

## Общественное мнение
1 декабря 2014 года опросы общественного мнения показали падение уровня доверия к Маттео Ренци по итогам ноября на 5 % (с 54 % в конце октября до 49 %). На втором месте оказался лидер Лиги Севера Маттео Сальвини, который за тот же период улучшил свои показатели с 28 до 33 %, на третьем — председатель Братьев Италии Джорджия Мелони, нашедшая поддержку у 28 % итальянцев.
19 декабря 2015 года опубликованы результаты нового социологического исследования, согласно которым доверие к Маттео Ренци испытывали 38 % итальянцев, за ним следовал Луиджи Ди Майо (36 %), Маттео Сальвини (32 %), Джорджия Мелони (31 %), Беппе Грилло (28 %) и Энрико Дзанетти (25 %).
19 января 2018 года по результатам нового опроса Ренци с 20 % поддержки при 67 % неодобрения оказался на восьмом месте, уступив несколько позиций Сальвини и Берлускони. Первые три места заняли премьер-министр Джентилони (40 %), Эмма Бонино (38 %) и Луиджи Ди Майо (29 %).

## Труды

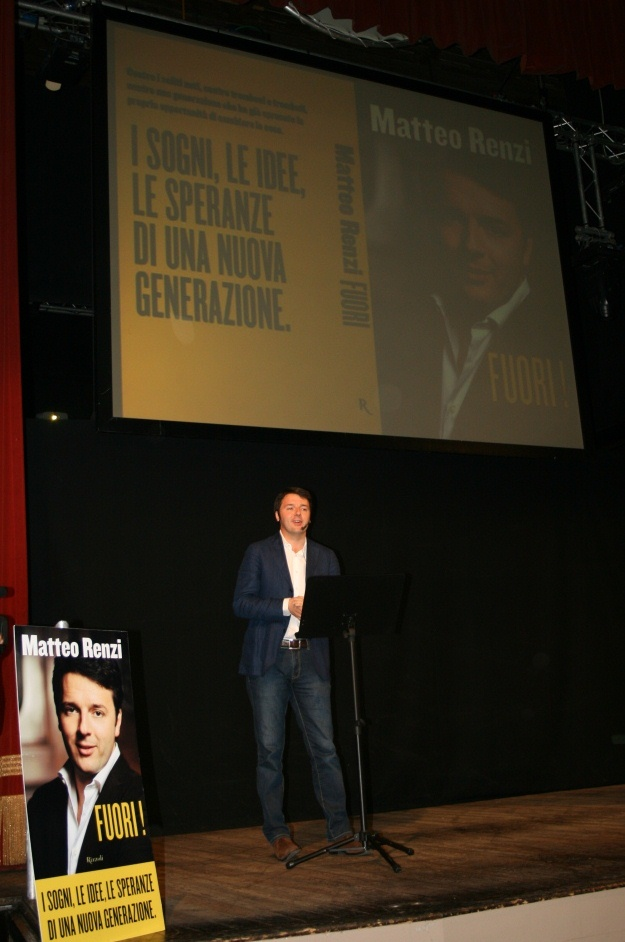
Маттео Ренци 13 апреля 2011 года на презентации своей книги Fuori! в театре Верди в Чезене

- Matteo Renzi. Adesso! Un viaggio per cambiare l'Italia. — Imola: Mandragora, 2012. — ISBN 978-88-7461-190-4.
- Matteo Renzi (con Lapo Pistelli e interventi di Romano Prodi, Luciano Violante, Carlo Conti). Ma le giubbe rosse non uccisero Aldo Moro. La politica spiegata a mio fratello. — Firenze: Giunti, 1999. — ISBN 88-09-01483-9.
- Matteo Renzi. Tra De Gasperi e gli U2. I trentenni e il futuro. — Firenze: Giunti, 2006. — ISBN 88-09-04793-1.
- Matteo Renzi. A viso aperto. — Firenze: Polistampa, 2008. — ISBN 978-88-596-0448-8.
- Matteo Renzi (con Giancarlo Antognoni, Ettore Bernabei, Cesara Buonamici, Franco Cardini e Irene Grandi). “La mi’ Firenze”. 1949-2009. Confartigianato racconta la città. — Firenze: Polistampa, 2010. — ISBN 978-88-596-0755-7.
- Matteo Renzi. Fuori!. — Milano: Rizzoli, 2011. — ISBN 978-88-17-04899-6.

В книге Fuori! («Вон!») Ренци высказался о мечтах, идеях и надеждах нового поколения в политике, предложил своё видение причин утраты итальянцами доверия к политикам и путях преодоления этого кризиса.
- Matteo Renzi. Stil Novo. La rivoluzione della bellezza tra Dante e Twitter. — Milano: Rizzoli, 2012. — ISBN 978-88-17-05642-7.

В книге Stil Novo. La rivoluzione della bellezza tra Dante e Twitter («Новый стиль. Революция красоты между Данте и Твиттером») Ренци предложил необычный и в чём-то шокирующий подход к истории, сопоставляя Данте и современных «левых», «технику» Макиавелли и Марио Монти, а также бюрократию времён Вазари и современную. Флоренция эпохи Возрождения предлагает поучительный опыт вкладывания огромных денег в объекты, обладающие одновременно свойствами утилитарности и красоты. Флорентийцы не боялись сталкивать Леонардо и Микеланджело в системе меритократии. То был иной мир, в котором банки спасали рушащиеся государства, а не наоборот, как в XXI веке. В политике возникла необходимость нового стиля, способность волновать и вовлекать в текущие процессы людей.
- Matteo Renzi. Oltre la rottamazione. — Milano: Mondadori, 2013. — ISBN 978-88-04-63298-6.
- Matteo Renzi. Avanti. Perché l'Italia non si ferma. — Milano: Giangiacomo Feltrinelli Editore, 2017. — ISBN 978-88-07-17313-4.
- Matteo Renzi. Un'altra strada: idee per l'Italia di domani. — Venezia: Marsilio Editori, 2019. — ISBN 978-88-297-0140-7.
- Matteo Renzi. La mossa del cavallo. Come ricominciare, insieme. — Venezia: Marsilio Editori, 2020. — ISBN 978-88-297-0669-3.
- Matteo Renzi. Controcorrente. — Milano: Edizioni Piemme, 2021. — ISBN 978-88-566-7570-2.
- Matteo Renzi. Il mostro. Inchieste, scandali e dossier. Come provano a distruggerti l'immagine. — Milano: Edizioni Piemme, 2022. — ISBN 978-88-566-8612-8.

### Упоминания в пишущей прессе
- Маттео Ренци, премьер-министр Италии//Передача радиостанции «Эхо Москвы»
- Генри Сардарян. Ренци и новое правительство Италии. МГИМО (17 февраля 2014). Дата обращения: 26 ноября 2014.
- И с ним красивые министры. Италия получила самого молодого премьера в своей истории. Lenta.ru (27 февраля 2014). Дата обращения: 26 ноября 2014.
- Ренци на сайте Демократической партии. Partito Democratico. Дата обращения: 8 февраля 2014. Архивировано из оригинала 22 февраля 2014 года.
- Redazione. BIOGRAFIA POLITICA - Renzi da rottamatore a segretario (итал.). RAI Giornale Radio (8 декабря 2013). Дата обращения: 19 января 2014.
- Giorgio Dell’Arti. Matteo Renzi (итал.). Cinquantamila Giorni. Corriere della Sera (25 февраля 2014). Дата обращения: 26 ноября 2014. Архивировано из оригинала 7 октября 2014 года.
- Matteo Renzi: Sindaco d'Italia (итал.). BiografieOnline. Дата обращения: 26 ноября 2014.
- Giorgio Dell’Arti. Agnese Landini (итал.). Cinquantamila Giorni. Corriere della Sera (11 апреля 2014). Дата обращения: 21 декабря 2014. Архивировано из оригинала 2 мая 2015 года.
- Alessandro Sala. Riforme, spine e hashtag: un anno di governo Renzi in otto schede (итал.). Corriere della Sera (17 февраля 2015). Дата обращения: 18 февраля 2015.
- Fabio Martini. Un anno di Renzi. L’uomo nuovo e la rivoluzione a metà (итал.). Corriere della Sera (20 февраля 2015). Дата обращения: 23 февраля 2015.

### Видео
- Ренци в 1994 году на «Колесе фортуны» (итал.). YouTube. Дата обращения: 21 июля 2019.
- Предвыборный митинг с участием Ренци в [[Театро дель Сале]][[:it:Circolo Teatro del Sale|[итал.]]] во Флоренции (итал.). Vimeo.com (18 июня 2009). Дата обращения: 12 февраля 2014.
- Ренци в программе Che tempo che fa (итал.). RAI (8 октября 2012). Дата обращения: 12 февраля 2014.
- Nino Luca. Репортаж о выдвижении кандидатуры Ренци на должность премьера (итал.). Corriere TV (14 февраля 2014). Дата обращения: 14 февраля 2014.
- Гэвин Хьюитт. Самый молодой премьер-министр Италии. Русская служба Би-би-си (14 февраля 2014). Дата обращения: 20 февраля 2014.
- 5 марта 2015 года Ренци возлагает цветы на место гибели Немцова (итал.). la Repubblica (5 марта 2015). Дата обращения: 5 марта 2015.
- 5 марта 2015 года Ренци говорит Путину о Саманте Кристофоретти (итал.). la Repubblica (5 марта 2015). Дата обращения: 5 марта 2015.
- 5 марта 2015 года Ренци на встрече с Д. А. Медведевым говорит об отсутствии иной альтернативы, кроме политического и дипломатического решения проблем (итал.). la Repubblica (5 марта 2015). Дата обращения: 5 марта 2015.
- 5 марта 2015 года Ренци говорит о единстве Италии и России в борьбе против терроризма (итал.). la Repubblica (5 марта 2015). Дата обращения: 5 марта 2015.
- 5 декабря 2016 года: Прощальная речь Ренци после провала на Конституционном референдуме (итал.). la Stampa (5 декабря 2016). Дата обращения: 5 декабря 2016. Архивировано из оригинала 7 декабря 2016 года.